# Davor Kukec
Davor Kukec (* 16. březen 1986, Záhřeb) je chorvatský fotbalový záložník, od února 2017 hráč 1. FK Příbram. Mimo Chorvatsko působil na klubové úrovni v Řecku a ČR.

## Rodina
Je ženatý, s manželkou Kristinou má syna Davida a Ivana.

## Klubová kariéra
Svoji fotbalou kariéru začal v Dinamu Záhřeb, odkud v mládežnických letech zamířil do NK Inter Zaprešić, kde se v roce 2004 propracoval do prvního týmu. V roce 2009 přestoupil do řeckého klubu Panionios GSS, kde však mnoho prostoru nedostával. V zimním přestupovém období ročníku 2011/12 se stal hráčem Baníku Ostrava na doporučení Václava Svěrkoše. V létě 2014 s klubem prodloužil kontrakt o dva roky. V podzimní části sezóny 2015/16 Baník upadl do velké herní krize a Davor Kukec v zimní přestávce posílil ligového kunkurenta FK Teplice, kde podepsal smlouvu do 30. června 2018.

V Teplicích nedostával v sezóně 2016/17 ePojisteni.cz ligy mnoho příležitostí a tak v únoru 2017 odešel do 1. FK Příbram.